# Miryalaguda
Miryalaguda är en stad i delstaten Telangana i Indien, och tillhör distriktet Nalgonda. Folkmängden uppgick till 103 817 invånare vid folkräkningen 2011, med förorter 104 918 invånare.